# گافا (مجله)
گافا (به انگلیسی: Gaffa) (سبک GAFFA) یک مجله موسیقی دانمارکی است که در دانمارک، سوئد و نروژ توزیع می‌شود. گافا بزرگترین و قدیمی‌ترین مجله موسیقی دانمارک است. از سال ۱۹۸۳ به بعد منتشر می‌شود و هر ماه حدود ۱۳۵۰۰۰ خواننده چاپی و ۲۰۰٬۰۰۰ خواننده آنلاین دارد.

## تاریخچه و مشخصات
گافا از سال ۱۹۸۳ به صورت ماهانه منتشر می‌شود. این مجله در مکان‌هایی مانند موسسات آموزشی، فروشگاه محصولات موسیقی، کتابخانه‌ها و کافه‌ها و همچنین تعداد کمی از مشترکین پرداخت کننده توزیع می‌شود. این برنامه شامل اخبار و نت‌های موسیقی، مصاحبه‌ها، بررسی آلبوم‌ها و برنامه‌های کنسرت آینده است.
نام گافا از نوار گافر آمده‌است، با این هدف که مجله «بخشهای مختلف جامعه موسیقی را به هم پیوند دهد».

## وبگاه
وب سایت گافا با آدرس GAFFA.dk، در سال ۱۹۹۶. تأسیس شد از دسامبر ۲۰۰۸، همه شماره‌های مجله به صورت رایگان و بصورت آنلاین در دسترس هستند.